# 劉丙 (明朝)
劉丙（1456年—1518年），字文煥，江西安福县人。明朝政治人物。

## 生平
成化二十二年丙午科江西鄉試第三十二名舉人。成化二十三年（1487年）中式丁未科會試第一百二十三名，三甲第一百六十四名進士。選庶吉士，弘治二年（1489年）十一月授福建道御史，巡按雲南。丁憂服闋，十年六月復除雲南道御史，其後改督兩淮鹽課，十二年（1499年）九月升任福建提学副使，改四川副使，正德四年（1509年）二月升貴州按察使，五年九月升福建右布政使，六年正月遷四川左布政使。
正德六年（1511年），加右副都御史，巡撫湖廣，平息苗亂。九年十月遷工部右侍郎兼右佥都御史，总督四川湖广贵州等处采取大木。二年後，因患風痹得病去世。追贈工部尚書，謚恭襄，賜祭葬。《明史》有傳。

## 家族
曾祖劉伯武，贈治中；祖父劉實，知府；父劉斆，南京翰林院孔目。母王氏。具庆下。兄劉壬（丙午舉人、贡士、知縣）。

## 延伸阅读
[在维基数据编辑]
 《國朝獻徵錄·卷之五十九》，出自焦竑《國朝獻徵錄》
 《明史卷一百七十二》，出自《明史》